# Contact (Noisettes)
Contact è il terzo album in studio del gruppo indie-soul britannico Noisettes, pubblicato nel 2012.

## Tracce
1. Transmission Will Start – 0:46
2. I Want U Back – 4:02
3. Final Call – 3:44
4. Winner – 3:15
5. Let the Music Play – 3:34
6. Travelling Light – 4:36
7. That Girl – 3:13
8. Ragtop Car – 3:49
9. Never Enough – 4:03
10. Love Power – 3:53
11. Free – 4:03
12. Star – 4:04
13. Contact – 3:55
14. Nothing is Lost (hidden track) – 3:44